# Кавър версия
Кавър версия или накратко кавър (на английски: cover version) е нов запис или изпълнение на песен, станала популярна от предишен запис/изпълнение. Използването на термина може да демонстрира негативно отношение към новата (кавър) версия. Това е свързано с виждането, че първоначалният вариант на всяка песен е най-добър и автентичен, а продуктът на каквато и да е нейна преработка неминуемо би бил по-несъвършен. От друга страна редица музикални списания, сред които и Билборд, отчитат популярността на една мелодия и с оглед на успеха на кавърите, направени по нея.

## История на термина
В англоезичния свят терминът е използван със сегашното си значение за пръв път през 1966 г. Тогава обаче кавър се е наричала конкурентната версия на издадена песен. Още през 40-те и 50-те с превръщане  хит, тя бързо започвала да се изпълнява и от други певци, които са искали да отнемат малко от славата и за себе си. Така оригиналната песен се състезавала със своите „кавър версии“. От днешна гледна точка това изглежда малко странно, но е една от основните характеристики на музикалната индустрия през посочения период. По това време музикантите са разчитали предимно на живи изпълнения и това е правело съществуването на много версии на една песен по едно и също време. След средата на 60-те години развитието на музиката като успешен бизнес променя и значението на думата.